# Manzaneda de Sierra
Manzaneda de Sierra es un lugar del municipio español del Valle de Carranza, perteneciente a la provincia de Vizcaya, en la comunidad autónoma del País Vasco.

## Historia
En la segunda mitad del siglo XIX, el lugar, descrito como un barrio del ayuntamiento de Carranza, tenía contabilizada una población de 70 habitantes. A finales de ese mismo siglo tenía 15 edificios.